# Фридинген-ан-дер-Донау
Фридинген-ан-дер-Донау (нем. Fridingen an der Donau) — город в Германии, в земле Баден-Вюртемберг. 
Подчинён административному округу Фрайбург. Входит в состав района Тутлинген.  Население составляет 3115 человек (на 31 декабря 2010 года). Занимает площадь 22,47 км². Официальный код  —  08 3 27 016.

## Фотографии

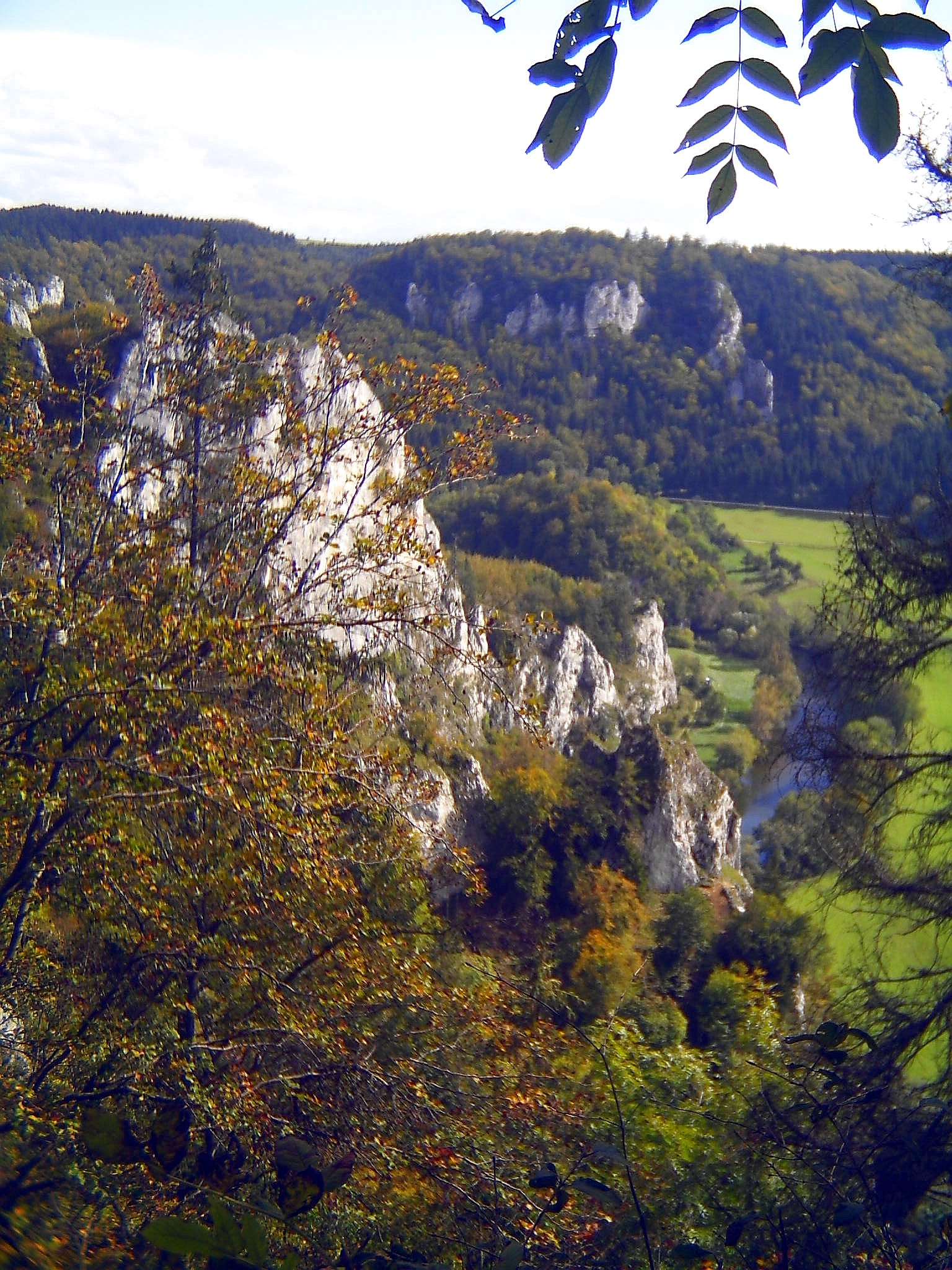
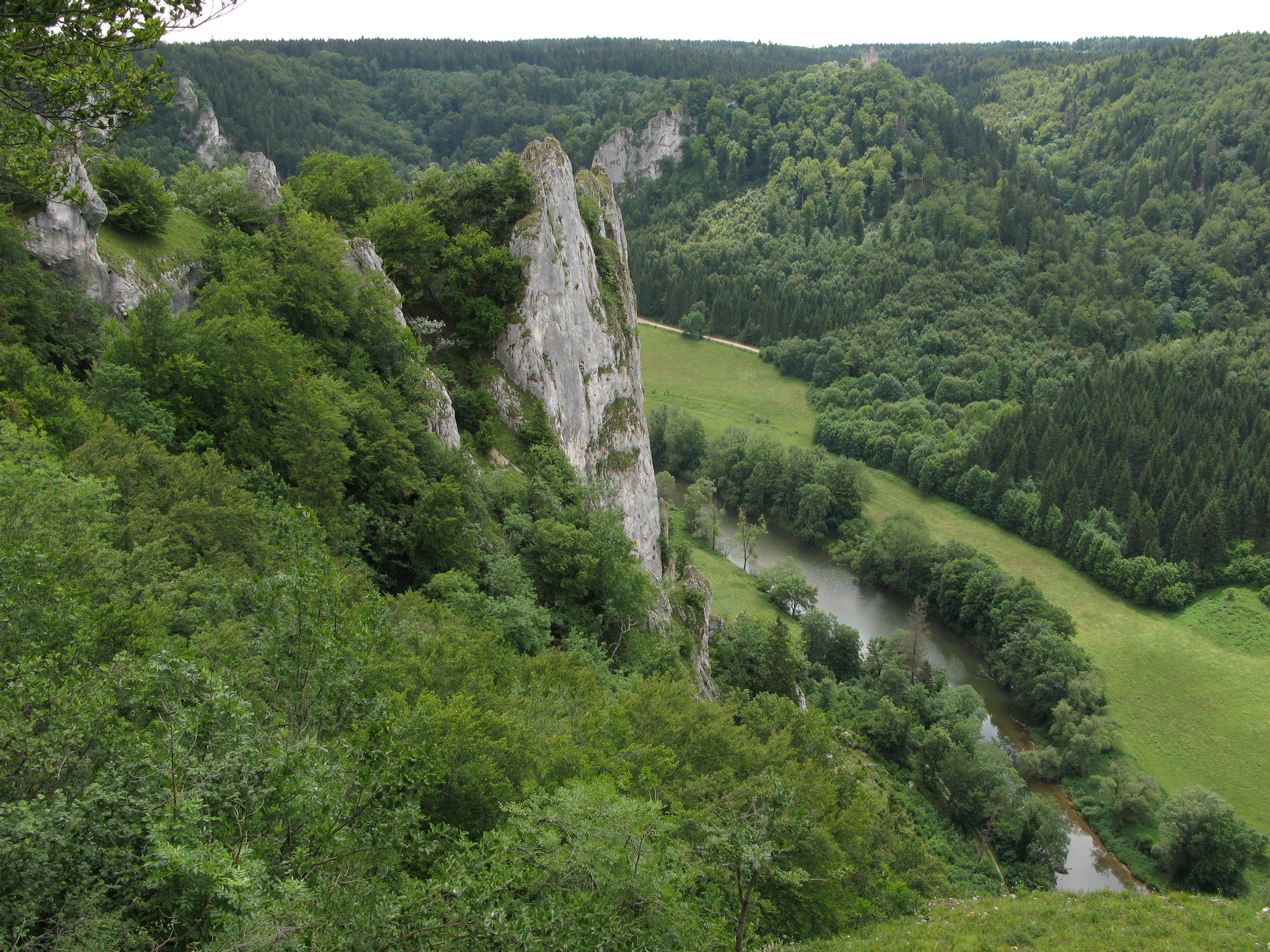
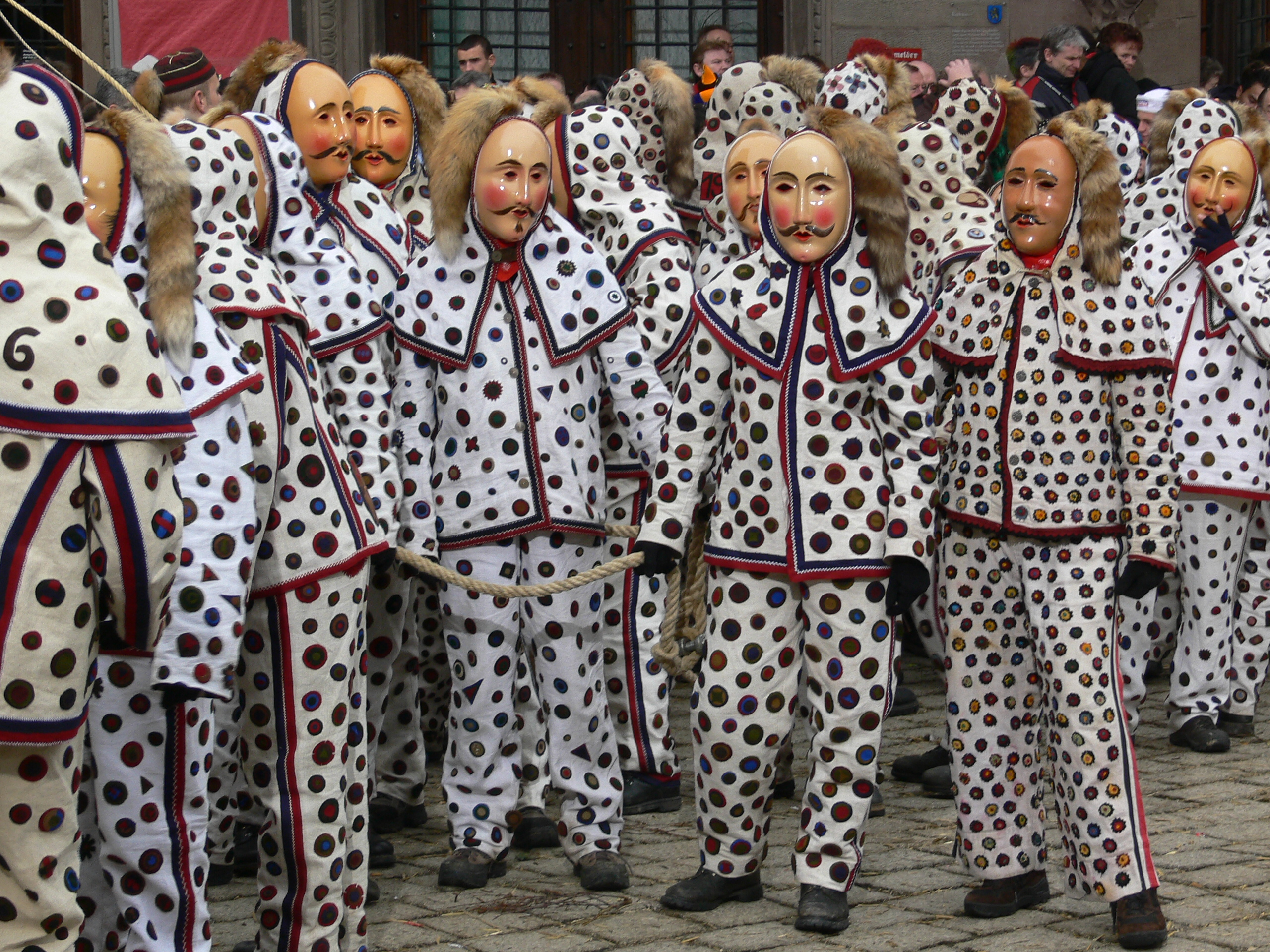